# Simpang III Lae Bingke
Simpang III Lae Bingke is een bestuurslaag in het regentschap Tapanuli Tengah van de provincie Noord-Sumatra, Indonesië. Simpang III Lae Bingke telt 2119 inwoners (volkstelling 2010).